# 시사스페셜
시사스페셜은 대한민국에서 매주 일요일 오후 3시 30분부터 저녁 5시까지 방송되는 MBN의 일요일 낮 주간 뉴스, 토크쇼 프로그램이다.

## 기획 의도
심층적인 분석으로 정치의 흥미로운 이면을 드러내고 시청자들의 궁금증을 속 시원하게 풀어주는 프로그램.

## 방송 시간
- 2013년 10월 1일 ~ 2016년 일자 미상 : 주말 저녁 5:00 ~ 6:20
- 2016년 일자 미상 ~ 2017년 6월 25일 : 주말 오후 4:40 ~ 저녁 6:00
- 2017년 7월 1일 ~ 2018년 7월 1일 : 주말 저녁 6:10 ~ 7:30
- 2019년 9월 29일 ~ 2020년 3월 8일, 2020년 4월 25일 ~ 2022년 9월 25일 : 일요일 오전 10:00 ~ 11:10
- 2020년 3월 15일 ~ 4월 19일 : 일요일 오전 10:20 ~ 낮 12:00
- 2022년 10월 2일 ~ 현재 : 일요일 오후 3:30 ~ 저녁 5:00